# Stazione di Landry
La stazione di Landry (in francese Gare de Landry) è la principale stazione ferroviaria di Landry, Francia.